# Evolução do Colégio dos Cardeais sob o pontificado de Alexandre VIII
Abaixo está a evolução do colégio de cardeais durante o pontificado de Alexandre VIII e a subsequente vaga vaga .

## Composição para consistório
| Consistório                    | 1689 | 1691 |
| ------------------------------ | ---- | ---- |
| 6 de Março de 1645             | 1    | 1    |
| 7 de outubro de 1647           | 1    | 1    |
| 19 de fevereiro de 1652        | 1    |      |
| 23 de junho de 1653            | 1    | 1    |
| Consistórios de Inocêncio X    | 4    | 3    |
| 9 de abril de 1657             | 2    | 2    |
| 29 de abril de 1658            | 1    | 1    |
| 5 de abril de 1660             | 1    | 1    |
| 14 de janeiro de 1664          | 2    | 2    |
| 15 de fevereiro de 1666        | 1    | 1    |
| 7 de março de 1667             | 1    | 1    |
| Consistórios de Alexandre VII  | 8    | 8    |
| 5 de agosto de 1669            | 2    | 2    |
| 29 de novembro de 1669         | 2    | 1    |
| Consistórios de Clemente IX    | 4    | 3    |
| 22 de dezembro de 1670         | 1    | 1    |
| 24 de agosto de 1671           | 1    | 1    |
| 22 de fevereiro de 1672        | 2    | 2    |
| 12 de junho de 1673            | 3    | 3    |
| 27 de maio de 1675             | 3    | 3    |
| Consistórios de Clemente X     | 10   | 10   |
| 1 de setembro de 1681          | 10   | 10   |
| 2 de setembro de 1686          | 24   | 22   |
| Consistórios de Inocêncio XI   | 34   | 32   |
| 7 de novembro de 1689          |      | 1    |
| 13 de fevereiro de 1690        |      | 11   |
| 13 de novembro de 1690         |      | 2    |
| Consistórios de Alexandre VIII |      | 14   |
| Total                          | 60   | 70   |

## Evolução durante o pontificado
| Data                    | Evento                                                                  | Total |
| ----------------------- | ----------------------------------------------------------------------- | ----- |
| 23 de agosto de 1689    | Abertura do Conclave de 1689                                            | 60    |
| 27 de setembro de 1689  | Morte do Cardeal Ângelo Maria Ranuzzi (78 anos)                         | 59    |
| 6 de outubro de 1689    | Eleição papal do Cardeal Pietro Ottoboni com o nome de Alexandre VIII   | 58    |
| 7 de novembro de 1689   | criação de 1 Cardeal                                                    | 59    |
| 7 de novembro de 1689   | Pietro Ottoboni                                                         | 59    |
| 13 de fevereiro de 1690 | criação de 11 Cardeais                                                  | 70    |
| 13 de fevereiro de 1690 | Bandino Panciatici                                                      | 70    |
| 13 de fevereiro de 1690 | Giacomo Cantelmo                                                        | 70    |
| 13 de fevereiro de 1690 | Ferdinando d'Adda                                                       | 70    |
| 13 de fevereiro de 1690 | Toussaint de Forbin-Janson                                              | 70    |
| 13 de fevereiro de 1690 | Giambattista Rubini                                                     | 70    |
| 13 de fevereiro de 1690 | Francesco del Giudice                                                   | 70    |
| 13 de fevereiro de 1690 | Giambattista Costaguti                                                  | 70    |
| 13 de fevereiro de 1690 | Carlo Bichi                                                             | 70    |
| 13 de fevereiro de 1690 | Giuseppe Renato Imperiali                                               | 70    |
| 13 de fevereiro de 1690 | Luigi Omodei                                                            | 70    |
| 13 de fevereiro de 1690 | Gian Francesco Albani (Futuro Papa Clemente XI)                         | 70    |
| 14 de maio de 1690      | Morte do Cardeal Carlo Cerri (78 anos)                                  | 69    |
| 17 de agosto de 1690    | Morte do Cardela Gasparo Cavalieri (41 anos)                            | 68    |
| 13 de novembro de 1690  | criação de 2 Cardeais                                                   | 70    |
| 13 de novembro de 1690  | Francesco Barberini                                                     | 70    |
| 13 de novembro de 1690  | Lorenzo Altieri                                                         | 70    |
| 1 de fevereiro de 1691  | Morte do Papa Alexandre VIII (80 anos)                                  | 70    |
| 12 de fevereiro de 1691 | Abertura do Conclave de 1691                                            | 70    |
| 21 de fevereiro de 1691 | Morte do Cardeal Antonio Bichi (76 anos)                                | 69    |
| 11 de março de 1691     | Morte do Cardeal Giulio Spinola (78 anos)                               | 68    |
| 22 de abril de 1691     | Morte do Cardeal Raimondo Capizucchi, O.P. (64 anos)                    | 67    |
| 12 de julho de 1691     | Eleição papal do Cardeal Antonio Pignatelli com o nome de Inocêncio XII | 66    |